# 2010년 동계 올림픽 오스트리아 선수단
2010년 동계 올림픽 오스트리아 선수단은 캐나다 밴쿠버에서 개최된 2010년 동계 올림픽에 참가한 올림픽 오스트리아 선수단이다.

## 메달리스트
| 메달 | 이름                                                                        | 종목            | 세부종목               |
| ---- | --------------------------------------------------------------------------- | --------------- | ---------------------- |
| 1    | 안드레아스 링거 & 볼프강 링거                                               | 루지            | 2인승                  |
| 1    | 안드레아 피슈바셔                                                           | 알파인 스키     | 여자 슈퍼대회전        |
| 1    | 볼프강 로이츨, 안드레아스 코플러 , 토마스 모르겐슈테른, 그레고어 슐리렌차워 | 스키 점프       | 라지힐 단체전          |
| 1    | 베른하르트 그루버, 다비트 크라이너, 펠릭스 고트발트, 마리오 슈테허          | 노르딕 복합     | 라지힐 4 x 5 km 단체전 |
| 2    | 크리스토프 주만                                                             | 바이애슬론      | 남자 추적              |
| 2    | 니나 라이트마이어                                                           | 루지            | 여자 1인승             |
| 2    | 안드레아스 마트                                                             | 프리스타일 스키 | 남자 스키 크로스       |
| 2    | 지몬 에더, 다니엘 메조티치, 도미니크 란더팅거 크리스토프 주만               | 바이애슬론      | 남자 계주              |
| 2    | 마를리스 실트                                                               | 알파인 스키     | 여자 회전              |
| 2    | 베냐민 카를                                                                 | 스노보드        | 남자 평행대회전        |
| 3    | 그레고어 슐리렌차워                                                         | 스키 점프       | 노멀 힐                |
| 3    | 엘리자베트 괴르클                                                           | 알파인 스키     | 여자 활강              |
| 3    | 그레고어 슐리렌차워                                                         | 스키 점프       | 라지힐 개인            |
| 3    | 엘리자베트 괴르글                                                           | 알파인 스키     | 여자 대회전            |
| 3    | 베른하르트 그루버                                                           | 노르딕 복합     | 노멀힐 10km 개인전     |
| 3    | 마리온 크라이너                                                             | 스노보드        | 여자 평행대회전        |

## 종목별 성적

### 루지
남자
| 선수 | 세부 종목 | 1차 시기 | 1차 시기 | 2차 시기 | 2차 시기 | 3차 시기 | 3차 시기 | 4차 시기 | 4차 시기 | 합계 | 합계 |
| 선수 | 세부 종목 | 기록     | 순위     | 기록     | 순위     | 기록     | 순위     | 기록     | 순위     | 기록 | 순위 |

}

## 같이 보기
- 올림픽 오스트리아 선수단

## 참고 자료
- (영어) “Austria at the 2010 Vancouver Winter Games”. SR/Olympic Sports. 2012년 1월 10일에 원본 문서에서 보존된 문서. 2011년 10월 15일에 확인함.